# Arbore
Arbore é uma comuna romena localizada no distrito de Suceava, na região de Bucovina. A comuna possui uma área de 66.20 km² e sua população era de 7191 habitantes segundo o censo de 2007.